# یوجی یوشینو
یوجی یوشینو (انگلیسی: Yuji Yoshino؛ زادهٔ) آهنگساز موسیقی بازی ویدئویی اهل ژاپن است.